# Dell Diamond
O Dell Diamond é um estádio localizado em Round Rock, estado do Texas, nos Estados Unidos, possui capacidade total para 11.631 pessoas, é a casa do time do Round Rock Express  que joga atualmente na liga menor de beisebol nível triplo A Pacific Coast League, também já foi a casa do Austin Elite em 2019, time que jogava na Major League Rugby, também já recebeu jogos da seleção estadunidense de rugby, o estádio foi inaugurado em 2000.